# Катастрофа Ту-104 под Подольском
Катастрофа Ту-104 под Подольском — крупная авиационная катастрофа, произошедшая в субботу 13 октября 1973 года. Авиалайнер Ту-104Б авиакомпании «Аэрофлот» выполнял плановый внутренний рейс SU-964 по маршруту Кутаиси — Москва, но при заходе на посадку в Москве с левым креном самолёт врезался в поле близ села Яковлево и полностью разрушился (при этом повредив ЛЭП). Погибли все 122 человека на борту самолёта — 114 пассажиров и 8 членов экипажа.
На 2024 год это крупнейшая катастрофа с участием самолёта Ту-104, также это 7-я (по числу жертв) катастрофа на территории России и крупнейшая в истории грузинской авиации (самолёт принадлежал Тбилисскому ОАО).

## Самолёт
Ту-104Б с бортовым номером 42486 (заводской — 021504, серийный — 15-04) был выпущен Казанским авиазаводом 5 июля 1960 года, а 23 сентября передан Главному управлению гражданского воздушного флота, которое направило его в Тбилисский авиаотряд Грузинского управления. Изначально авиалайнер имел салон на 100 мест, но позже был переделан в 115-местный. Общая наработка 13-летнего авиалайнера составляла 16 250 лётных часов и 9776 циклов «взлёт—посадка».

## Экипаж
Лётный экипаж (в кабине) был из 112-го (Тбилисского) лётного отряда и состоял из пяти человек:
- Командир воздушного судна — Курцидзе Георгий Ираклиевич
- Второй пилот — Ратиани Кармен Семёнович
- Штурман — Енгоян Борис Григорьевич
- Бортмеханик — Закариадзе Деви Александрович
- Бортрадист — Ломинадзе Гурами Георгиевич

В салоне работали две стюардессы:
- Нубарова Р. К.
- Русова Д. И.

Также в состав экипажа входил сопровождающий милиционер Чубинидзе А. К.

## Катастрофа
Авиалайнер выполнял пассажирский рейс 964 из Кутаиси в Москву и в 18:10 вылетел из Кутаисского аэропорта Копитнари. Помимо 8 членов экипажа, на борту также находились 114 пассажиров: 112 взрослых и 2 ребёнка. При этом 8 пассажиров не были оформлены, то есть взяты экипажем незаконно. После набора высоты рейс 964 занял предписанный эшелон 10 000 метров и направился к Москве.
В 19:52 Ту-104 вошёл в зону Московской районной диспетчерской службы (РДС), а в 19:52:26 экипаж получил от авиадиспетчера указание снижаться к ОПРС Венёв до высоты 4200 метров, а затем до 3600 метров. В 20:01:24 Ту-104 прошёл Венёв, а в 20:07:39 — Туменское, летя при этом на высоте 3600 метров с приборной скоростью 460 км/ч. Далее на скорости 400 км/ч и с вертикальной скоростью от 2 до 5 м/с авиалайнер начал снижаться по направлению к ДПРМ, а в 20:10:39 экипаж доложил о снижении с 1500 метров до 1200. В ответ диспетчер дал им указание занимать высоту 1200 метров, а также что посадка будет осуществляться по курсу 137° на левую ВПП. Над самим аэропортом небо в это время было полностью затянуто тучами с нижней границей 100 метров, шёл дождь, видимость составляла 2400 метров, а температура воздуха — около +1 °C.
В 20:12:55 диспетчер дал разрешение снижаться до 400 метров, а через 26 секунд с самолёта доложили о прохождении высоты 900 метров, находясь при этом в 11 километрах от полосы аэропорта Домодедово. В 20:13:28 экипаж доложил, что они заняли курс 317° (противоположный посадочному), а в 20:15:23 они прошли траверз ДПРМ, находясь при этом в 13 километрах от полосы (11 километров от локатора). В 20:15:55 пилоты передали о занятии высоты 400 метров, а также что у них начали плохо работать компасы. Через 30 секунд в 19 километрах от полосы на скорости 380—400 км/ч с выпущенными шасси авиалайнер начал выполнять третий, правый, разворот. После этого экипаж на связь не выходил и на вызовы не отвечал.
Между 20:18 и 20:20 на высокой скорости с курсом 143° под углом тангажа 25—30° и с глубоким левым креном около 70—80° с вертикальной скоростью 50 м/с Ту-104  врезался в картофельное поле в Подольском районе Московской области. Лайнер упал в километре к западу от деревни Яковлево и в 16,3 км северо-западнее (азимут 303°) торца взлётно-посадочной полосы (19,6 км от КТА). Разброс обломков составил 248 на 180 метров, а также были порваны идущие рядом линии электропередач, что обесточило ряд деревень. Все 122 человека (8 членов экипажа и 114 пассажиров) на борту рейса 964 погибли. Это самая смертоносная катастрофа в истории Ту-104.

## Причины
По данным комиссии, поначалу правый разворот выполнялся в нормальном режиме, при этом правый крен достигал 40°. Но через 26 секунд пилоты стали уменьшать правый крен, однако пилотажно-навигационные приборы, включая курсовую систему и авиагоризонты, перестали двигаться. Находясь в темноте в облаках, экипаж не мог определить своё положение по наземным ориентирам. Пытаясь уменьшить правый крен, пилоты не заметили, как начали вводить самолёт во всё увеличивающийся левый крен, который вскоре дошёл до 70°, затем перешедший в крутую ниспадающую левую спираль. Пытаясь замедлить падение, пилоты полностью потянули штурвалы на себя, а также увеличили мощность двигателей, но не знали о большом крене, тем самым не сумев предотвратить быстрое снижение.
Причиной сбоя приборов стало нарушение их электропитания переменным током (36 В, 400 Гц). Точная причина этого определена не была, есть лишь предположения, что отказал переключатель управления преобразователем (ПТ-1000ЦС) или нарушился контакт в его минусовой цепи, либо произошло межфазное короткое замыкание в контакторе подключения рабочего преобразователя на шинах 36 вольт.
Представители министерства авиапромышленности (МАП) заявили, что в течение 17 лет эксплуатации Ту-104 не было случаев, чтобы происходил отказ питания переменным током от преобразователей. По мнению представителей МАП, произошло преднамеренное или случайное выключение переключателя ППН-45 предметом, висящим на крючке электрощитка бортрадиста, либо одним из восьми незаконных пассажиров, которые, вероятно, находились в кабине. Бортрадист же своевременно не заметил, что произошло отключение питания. Помимо этого, в нарушение сервисного бюллетеня, на этом переключателе не была установлена защитная ограждающая скоба.
Хотя в тот день погода и предрасполагала к обледенению, максимальное отложение льда на крыльях не могло превышать 4—5 миллиметра. Таким образом, обледенение привести к катастрофе не могло.